# Tralala
|  | Denne artikel er oprettet af botten PalnaBot ud fra en ekstern database. Den kan derfor have sproglige fejl eller mangler. Denne skabelon kan fjernes efter kontrol af indholdet. |

Tralala er en film instrueret af Hans Kragh-Jacobsen.

## Handling
Alle mennesker er musikalske, siger Inge Marstal, der er professor i musikpædagogik ved Det Kongelige Danske Musikkonservatorium. Vores ører er det tidligst udviklede organ, og når fostret er 6 måneder gammelt, kan det høre. Børn skal stimuleres så tidligt som muligt, hvilket vi oplever med cand.mus. Louise Preisler, der har babysalmesang for småbørn og deres mødre og fædre.